# Banjolele

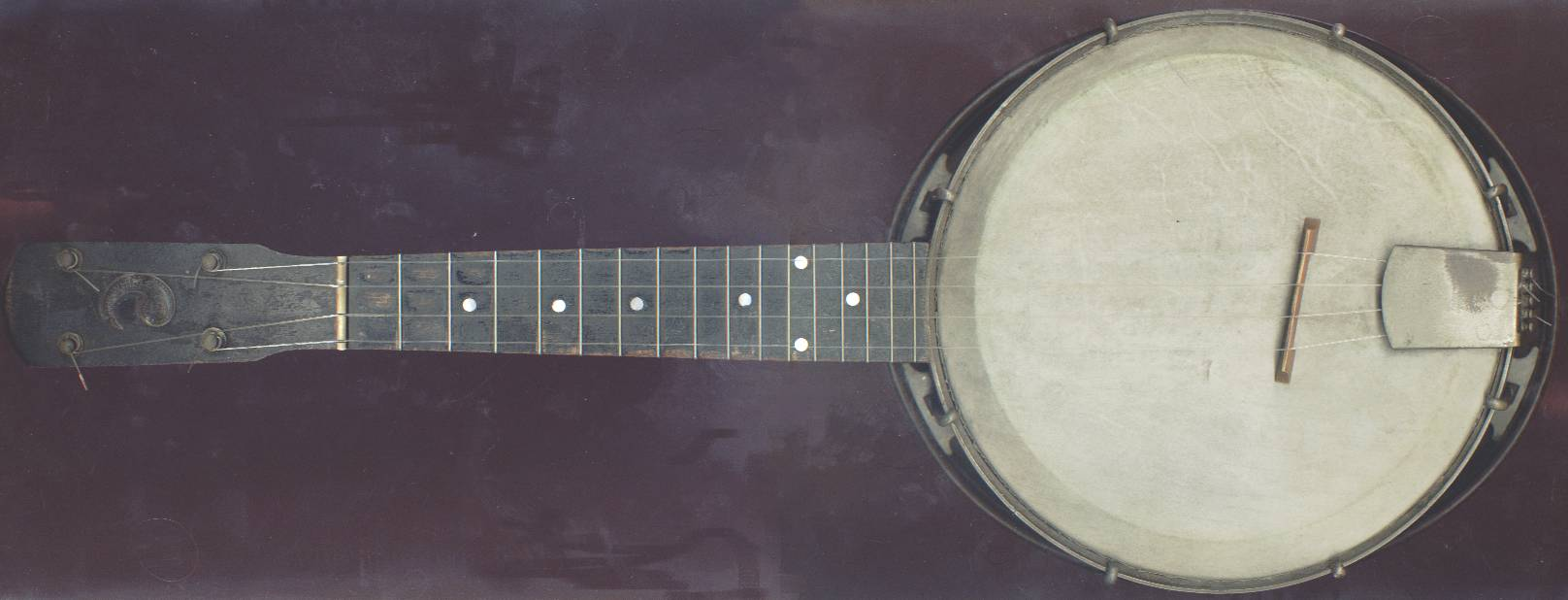
Banjo ukulele

Banjolele (także banjo ukulele, banjo uke, banjuke) – muzyczny instrument strunowy szarpany powstały przez połączenie pudła rezonansowego wzorowanego na banjo oraz gryfu zaczerpniętego z ukulele. Wskutek tego łączy niewielką skalę, sposób strojenia i technikę gry ukulele z charakterystycznym tonem banjo. 

## Konstrukcja
Banjolele jest czterostrunowym instrumentem o budowie wzorowanej na banjo, wykonanym w mniejszej skali. Zazwyczaj wykonywane z drewna z metalowymi dodatkami, choć pojawiały się też modele wykonane w całości z metalu. Gryf banjolele ma zazwyczaj 16 progów, jest znacznie krótszy niż w banjo, lecz dłuższy niż w typowym ukulele. Pudło rezonansowe najczęściej ma postać przypominającego tamburyn pierścienia z naciągniętą membraną po stronie strun i z drugiej strony otwartego, tak, jak w typowym banjo. Spotyka się również banjolele wyposażone w płytę rezonansową zamykającą pudło od tyłu. 

## Historia
Prototyp banjolele został zbudowany w 1918 przez braci Alvina i Kela Keech, którzy poszukiwali instrumentu o cechach podobnych do ukulele, lecz o głośniejszym brzmieniu, nadającego się do zastosowań w przemyśle filmowym. Zbudowanemu przez siebie instrumentowi nadali nazwę banjulele i zastrzegli prawo do użycia tej nazwy w urzędzie patentowym, w związku z czym naśladowcy, którzy budowali podobne instrumenty od 1920 roku, nazywali je banjo ukulele lub ukulele banjo.
Największą popularność banjolele osiągnęło w okresie międzywojennym.

## Banjolele w kulturze
Najczęściej wiązanym z banjolele muzykiem był brytyjski komik George Formby (1904–1961), który używał tego instrumentu dla akompaniamentu do swoich piosenek komicznych i rozwinął swój własny styl gry. Wśród bardziej znanych muzyków po banjolele sięgali m.in. Brian May oraz George Harrison. 

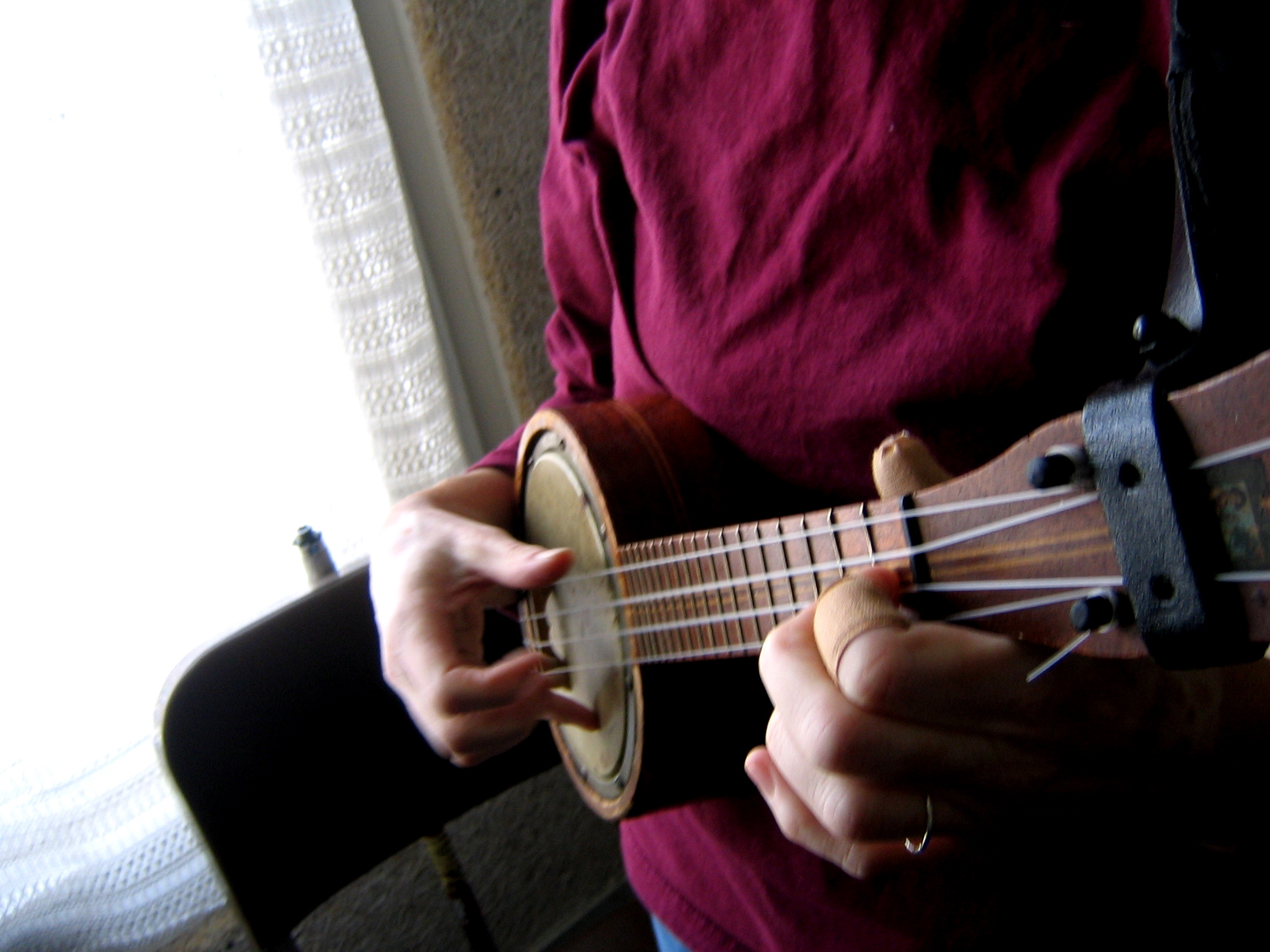
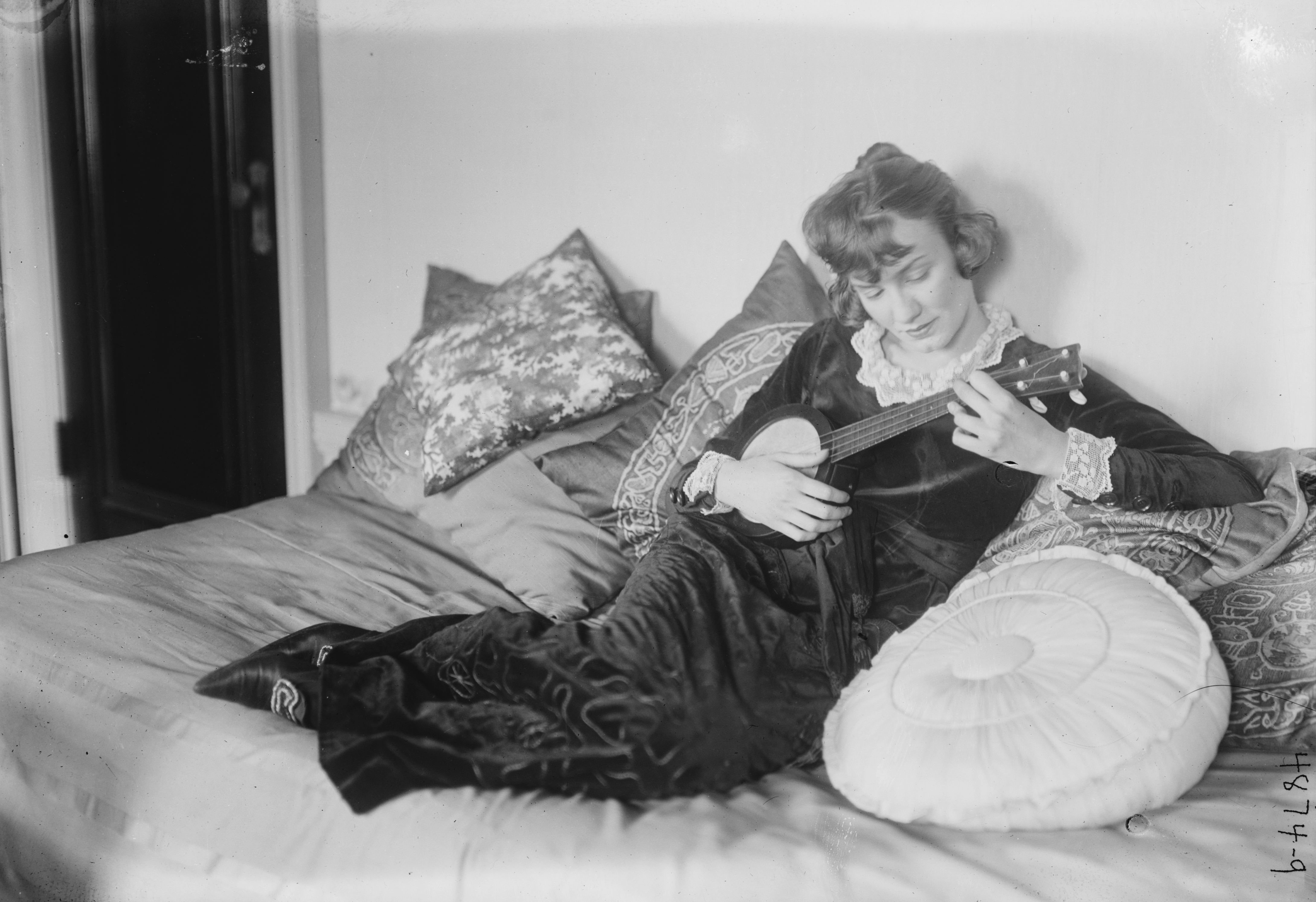
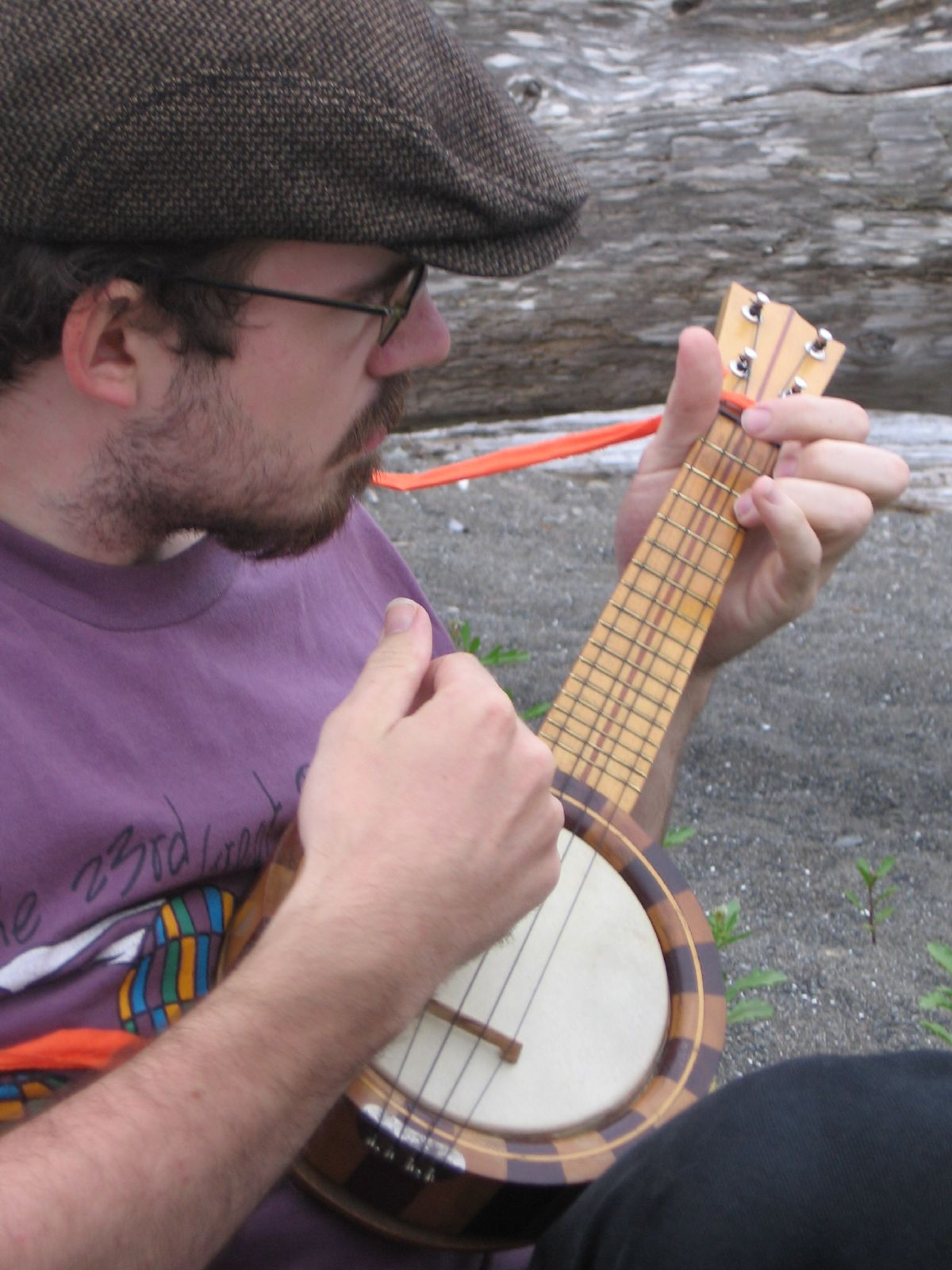